# E. Nobel
E. Nobel var en dansk tobaksvirksomhed, der blev grundlagt i 1835 i Nykøbing Falster af Emilius Nobel. Efter overtagelse af en tobaksfabrik i København flyttede en stor del af produktionen hertil. Efter en fusion blev den en del af landets største tobaksfabrik De Danske Cigar- & Tobaksfabrikker i 1919. E. Nobel blev købt ud igen i 1938. I 1991 blev den opkøbt af Scandinavian Tobacco Group, og fabrikken i Nykøbing Falster var i brug indtil 2016.

## Historie
Emilius Nobel var søn af en tobaksfabrikant, og efter endt uddannelse etablerede han sig i Nykøbing Falster i 1835. I 1939 stod en ny fabriksbygning færdig på Torvet i byen, der var bygget efter det mest moderne metoder i stål og beton med store vinduespartier og ovenlys. Der blev også åbnet en forretning på hjørnet mellem Østergågade og Torvet. Nobel fik også opført en fabrik i Prinsessegade 60 (tidligere 50) på Christianshavn, København i 1938, som blev tegnet af Gerhard Rønne, til produktino af skråtobak.
Firmaet voksede og i 1854 købte han Christian Kastrups tobaksfabrik i Vestergade 11 (tidligere nr. 44) i København. Denne fabrik var grundlagt i 1806. I den forbindelse overdrog han fabrikken i Nykøbing til sine slægtninge Bendix Christian Nobel (1825–1890) og Herman Baagøe (død 1900).
Nobels nye virksomhed i København voksede hurtigt, og han udvidede snart med en ny cigarfabrik i Smallegade på Frederiksberg (nu Porcelænshaven). Fabrikken på Frederiksberg blev senere overtaget af Royal Copenhagen til gengæld for porcelænsfabrikkens adresse i Prinsessegade 62 (tidligere 52).
Nobel gjorde T. S. Braun til partner i virksomheden i 1855, og Nobels søn Christian P. Nobel (1841–1899) blev partner 1879. Braun søn, P. Braun, blev partner i 1887. Braun døde kort efter, og firmaet blev opdelt året efter, hvor Nobels søn beholdt cigar- og rygetobaksaktiviteterne, mens Brauns to sønner fortsatte skråtobaksvirksomheden under navnet Brødr. Braun.
Ved Nobels død i 1892 blev Christian P. Nobel eneejer af virksomheden. Efter hans død i 1899 blev virksomheden fortsat af hans enke, Nanna, og deres søn, E. F. Nobel (1875-1941).
Fabrikken i Nykøbing Falster fortsatte med at blive drevet af Bendix Christian Nobel og H. Baagøe indtil Bendix Christian Nobels død i 1890. Hans del af virksomheden overgik til hans søn, Emil Nobel (1861–1906). Herman Baagøe døde i 1900, og Emil Nobel blev herefter eneejer indtil sin død i 1906. Herefter blev det hans enke Emma Nobel, der førte virksomheden videren, men med H. Nobel (født 1880), søn af Christian P. Nobel, blev partner. I 1908 blev fabrikken overtaget af E. Nobel i København, og H. Nobel sluttede sig til sin mor og bror som ejere.
E. Nobel blev fusioneret med Chr. Augustinus Fabrikker og Horwitz & Kattentid under navnet De Danske Cigar- & Tobaksfabrikker i 1919, der blev Danmarks største tobaksvirksomhed. E. F. Nobel og H. Nobel blev begge bestyrelsesmedlemmer i det nye firma.
I 1938 købte E. F. Nobel og H. Nobel de gamle E. Nobels Fabrikker ud. Da E. F. Nobel døde i 1941 blev hans del af virksomheden overtaget af hans søn B. Nobel. En af H. Nobels sønner, H. J. Nobel, blev medejer i 1945.
Firmaets navn ses stadig på facaden af deres tidligere bygning i Vestergade 11 i København, og den tidligere fabrik i Prinsessegade 60-62 bliver brugt af Christianshavns Gymnasium.
I 1974 blev fabrikken i Nykøbing Falster flyttet til Ndr. Ringvej i industrikvarteret i den nordlige del af byen.
Cigarfabrikken i Nykøbing Falster blev overtaget af Scandinavian Tobacco Group i 1991, der drev den videre under navn Nobels Cigar A/S. Den lukkede 2016.